# سد ال کارزال
سد ال کارزال (به اسپانیایی: Dique de El Carrizal) یک سد و نیروگاه برقابی در آرژانتین است که در استان مندوسا واقع شده‌است.